# Estación Amsterdam Zuid
Amsterdam Zuid ("Amsterdam Sur") es una Parada de Tranvía y Estación de Metro situada en el distrito de Amsterdam-Zuid en Ámsterdam, Países Bajos. Durante varios años, se llamó Amsterdam Zuid WTC, en referencia al vecino World Trade Center Amsterdam. Durante 2006, junto con el rápido desarrollo del área que rodea la estación, la estación se amplió y la referencia al WTC se eliminó formalmente del nombre.

## Historia
La estación Amsterdam Zuid está ubicada en el distrito de Amsterdam-Zuid en la ciudad Ámsterdam, Países Bajos. Se encuentra en la estratégica ruta ferroviaria conocida como Zuidtak ("rama sur"), que se completó en 1993, y conecta la Aeropuerto de Amsterdam Schiphol en el al oeste hasta la Weesp, al este a través de la Duivendrecht. Durante 1978 se inauguró la estación; Durante las siguientes décadas, Amsterdam Zuid estaba decidida a ser la estación de más rápido crecimiento en los Países Bajos. Como resultado, la estación se amplió durante 2006 y ha ido adquiriendo un papel cada vez más importante en la estrategia de transporte de la ciudad. Ha reemplazado a la antigua Estación Amsterdam Central como la estación principal de la capital para trenes directos a varios destinos ubicados al norte y este del país.
La estación también se encuentra en HSL-Zuid, una línea dedicada de alta velocidad diseñada para el tráfico internacional y de larga distancia, que se construyó entre 2000 y 2007. A largo plazo, se ha anticipado que en algún momento en el futuro Amsterdam Zuid contará con trenes de larga distancia que atravesarán HSL-Zuid.
Desde 2006, Utrecht y otras ciudades al sur de Amsterdam también cuentan con servicio a través de Amsterdam Zuid. En ese año, se completó el Utrechtboog paso elevado; Como resultado de esta infraestructura adicional, los cambios en Duivendrecht ya no son necesarios para los pasajeros de Schiphol a Utrecht y más allá. Por lo tanto, estas rutas desde Schiphol evitan las líneas congestionadas que sirven a la Ámsterdam central, lo que permite conexiones más rápidas entre el Aeropuerto Schiphol de Ámsterdam y las ciudades del norte y el este del país (Leeuwarden y Enschede, entre otros).[cita requerida]
El número de servicios de trenes para atender las demandas de pasajeros se ha incrementado progresivamente con el tiempo. Sin embargo, se ha informado que las proyecciones oficiales a largo plazo del número futuro de pasajeros aumentarán hasta el punto de que las instalaciones actuales de la estación serán insuficientes para acomodar adecuadamente el tráfico correspondiente. Si bien las fuertes demandas naturalmente necesitarían una mayor expansión de la estación, se encuentra directamente entre los carriles hacia el sur de la autopista A10 carretera de circunvalación y varios complejos de oficinas de gran altura, que no deja espacio para la expansión superficial convencional.

## Metro en Amsterdam Zuid
Amsterdam Zuid cuenta con el servicio de las líneas 50, 51 y 52 del Metro de Ámsterdam. Inaugurada en 1997, la línea 50 pasa junto a la vía férrea desde la Isolatorweg hasta la Gein . La Línea 51 se inauguró en 1990 como una línea híbrida de metro/sneltram; funcionaba como metro utilizando el tercer carril desde la Estación Central hasta Zuid, y luego como una línea sneltram (tren ligero) utilizando pantógrafos al sur de Zuid hasta la Poortwachter en Amstelveen compartiendo los rieles con la línea 5 de tranvía. En 2004, la línea 51 se amplió más al sur hasta la Amstelveen Westwijk. En marzo de 2019, la línea 51 se redirigió a la estación Isolatorweg y la parte del tren ligero al sur de la estación Zuid se reconstruyó como línea de tranvía 25. La línea 52 se inauguró en julio de 2018 y conecta Amsterdam North a través de la estación Centraal con esta estación.

## Tranvía en Amsterdam Zuid
Entre 1978 y 1990, la parada de tranvía Estación Amsterdam Zuid fue la terminal sur de la Línea de tranvía 5 y estaba ubicada en Zuidplein, la plaza pública frente a la estación. De 1990 a 2008, la parada de tranvía se integró en la estación de metro Zuid. En mayo de 2008, para dar cabida a la construcción de la línea norte-sur (línea 52 del metro), la parada de tranvía se trasladó a Strawinskylaan.
En 2016, la parada de tranvía Station Zuid en Strawinskylaan se rediseñó en preparación para la conversión de la línea de metro 51 al sur de la estación Zuid de una línea híbrida de metro /  sneltram  en línea de tranvía 25. El trabajo incluye la adición de una vía de retorno y un cruce al este de la parada para dar marcha atrás a los tranvías bidireccionales. En el verano de 2020, se alargaron los andenes de la cercana parada de tranvía de Parnassusweg para dar cabida a los pares de tranvías acoplados que se utilizarán en la línea de tranvía 25. La parada de Parnassusweg ofrece un medio alternativo para acceder a la estación de tren de Zuid y a la línea de tranvía 25 utiliza esta parada para aliviar el hacinamiento en la parada de tranvía Station Zuid en Strawinskylaan. La línea 25 se inauguró oficialmente el 13 de diciembre de 2020, extraoficialmente 4 días antes, el 9 de diciembre. Ambas líneas de tranvía 5 y 25 dan servicio a las paradas de tranvía Station Zuid y Parnassusweg.
La parada de tranvía Station Zuid en Strawinskylaan es una terminal temporal para la línea 25. Como terminal, carece de instalaciones de descanso para los operadores de tranvías y del espacio para almacenar varios pares de tranvías acoplados en caso de avería a lo largo de la línea. La parada existente no podría manejar grandes multitudes de ciclistas. La parada permanente de la línea 25 para Station Zuid será una nueva estación de tranvía a lo largo de Arnold Schönberglaan en el lado sur de la estación, que se espera que abra en 2028 después de la finalización de importantes renovaciones en la estación de tren y el trabajo para reubicar el adyacente Autopista A10 (carriles en dirección este) subterráneo. Sin embargo, desde 2022 hasta algún momento entre 2026 y 2029, la terminal temporal de la línea 25 se trasladará a Eduard van Beinumstraat, un carril entre la autopista A10 (carriles en dirección oeste) y el complejo de edificios 2Amsterdam; estaría cerca del Brittenpassage, un nuevo túnel peatonal que accede a la estación. Es posible que la terminal temporal deba volver a Strawinskylaan cuando comience la construcción del túnel A10 del lado norte.

### Servicios de metro
Amsterdam Zuid cuenta con líneas 50, 51 y 52. La línea 50 pasa junto a la vía férrea desde la Isolatorweg vía Zuid hasta la Gein. La línea 51 va desde la Estación central vía Zuid hasta Isolatorweg. La línea 52 conecta Ámsterdam Norte a través de la estación Central hasta esta estación.
- 50 Isolatorweg - Sloterdijk - Lelylaan - Zuid - RAI - Duivendrecht - Bijlmer ArenA - Holendrecht - Gein
- 51 Estación central - Amstel - Van der Madeweg - RAI - Zuid - Lelylaan - Sloterdijk - Isolatorweg
- 52 Noord - Noorderpark - Estación central - Rokin - Vijzelgracht - De Pijp - Europaplein - Zuid

### Servicio de tranvía
GVB opera dos líneas de tranvía a la estación Zuid en dos paradas de tranvía. La parada de tranvía Station Zuid está ubicada en Strawinskylaan en el lado norte de la estación frente a Zuidplein, la plaza pública frente a la estación. Los servicios de autobús paran cerca. Ubicada a lo largo de la calle homónima, la parada de tranvía Parnassusweg se encuentra en el extremo occidental de las plataformas de la estación de tren, a unos 400m de la estación.
- 5 Westergasfabriek - Elandsgracht - Leidseplein - Museumplein - Station Zuid - A.J. Ernststraat - Amstelveen Stadshart
- 25 Estación Zuid - A.J. Ernststraat - Amstelveen Westwijk